# Vicente Besuijen
Vicente Andrés Felipe Federico Besuijen (Bogotà, 10 aprile 2001) è un calciatore colombiano naturalizzato olandese, attaccante dell'HJK in prestito dall'Aberdeen.

## Caratteristiche tecniche
È un'ala destra.

## Carriera

### Club
Nato a Bogotà, è stato adottato all'età di 3 mesi da una coppia residente nei Paesi Bassi crescendo nella città di Amstelveen. Nel 2010 è entrato a far parte del settore giovanile dell'Ajax, per poi passare due anni dopo al Volendam. Nel 2017 ha abbandonato l'Olanda per entrare a far parte del settore giovanile della Roma, dove ha militato per tre stagioni giocando in due edizioni di UEFA Youth League.
Il 19 agosto 2020 è stato acquistato dall'ADO Den Haag, con cui ha fatto il suo esordio fra i professionisti giocando da titolare l'incontro di Eredivisie perso 1-0 contro il Groningen.

### Nazionale
Ha giocato nelle nazionali giovanili olandesi Under-17, Under-18 ed Under-19.

## Statistiche
Statistiche aggiornate al 17 maggio 2025.

### Presenze e reti nei club
| Stagione            | Squadra             | Campionato          | Campionato | Campionato | Coppe nazionali | Coppe nazionali | Coppe nazionali | Coppe continentali | Coppe continentali | Coppe continentali | Altre coppe | Altre coppe | Altre coppe | Totale | Totale | Totale |
| Stagione            | Squadra             | Comp                | Pres       | Reti       | Comp            | Pres            | Reti            | Comp               | Pres               | Reti               | Comp        | Pres        | Reti        | Pres   | Reti   |        |
| ------------------- | ------------------- | ------------------- | ---------- | ---------- | --------------- | --------------- | --------------- | ------------------ | ------------------ | ------------------ | ----------- | ----------- | ----------- | ------ | ------ | ------ |
| 2020-2021           | ADO Den Haag        | ED                  | 30         | 1          | CO              | 1               | 0               |                    | -                  | -                  |             | -           | -           | 31     | 1      |        |
| 2021-gen. 2022      | ADO Den Haag        | 1D                  | 22         | 6          | CO              | 3               | 0               |                    | -                  | -                  |             | -           | -           | 25     | 6      |        |
| Totale ADO Den Haag | Totale ADO Den Haag | Totale ADO Den Haag | 52         | 7          |                 | 4               | 0               |                    | -                  | -                  |             | -           | -           | 56     | 7      |        |
| gen.-giu. 2022      | Aberdeen            | SP                  | 16         | 2          | SC+CdL          | 1+0             | 0               |                    | -                  | -                  |             | -           | -           | 17     | 2      |        |
| 2022-gen. 2023      | Aberdeen            | SP                  | 18         | 3          | SC+CdL          | 1+6             | 0+4             |                    | -                  | -                  |             | -           | -           | 25     | 7      |        |
| gen.-giu. 2023      | Excelsior           | ED                  | 2          | 0          | CO              | 0               | 0               |                    | -                  | -                  |             | -           | -           | 2      | 0      |        |
| 2023-gen. 2024      | Aberdeen            | SP                  | 0          | 0          | CS+CdL          | 0               | 0               | UEL+UECL           | 0                  | 0                  |             | -           | -           | 0      | 0      |        |
| gen.-giu. 2024      | Emmen               | EE                  | 15+4       | 5+3        |                 | -               | -               |                    | -                  | -                  |             | -           | -           | 19     | 8      |        |
| 2024-2025           | Aberdeen            | SP                  | 11         | 2          | CS+CdL          | 0+4             | 0               | -                  | -                  | -                  | -           | -           | -           | 15     | 2      |        |
| Totale carriera     | Totale carriera     | Totale carriera     | 118        | 22         |                 | 16              | 4               |                    | 0                  | 0                  |             | -           | -           | 134    | 26     |        |

## Palmarès

### Club

#### Competizioni nazionali
- Coppa di Scozia: 1

Aberdeen: 2024-2025

### Individuale
- Capocannoniere della Coppa di Lega scozzese: 1

2022-2023 (4 reti, alla pari con altri 4 giocatori)